# José María Callejón
José María Callejón Bueno (Motril, 11 febbraio 1987) è un ex calciatore spagnolo, di ruolo attaccante.

## Biografia
Originario dell'Andalusia, è il fratello gemello del calciatore Juanmi Callejón, suo compagno di squadra nelle giovanili del Real Madrid. Il 19 giugno 2015 si sposa con Marta Ponsati Romero, con cui ha tre figlie.

## Caratteristiche tecniche
Molto abile negli inserimenti, fu definito come un «equilibratore», fondamentale per unire centrocampo e attacco. Le sue doti principali erano la velocità in campo aperto, il tiro potente e preciso, la capacità di andare in gol e di far segnare i compagni fornendo loro pregevoli assist.
Era un destro naturale che poteva giocare sia da ala – su entrambe le fasce – sia da trequartista o seconda punta. Da José Mourinho fu impiegato anche come terzino in una difesa a quattro o come interno di centrocampo. Il tecnico portoghese ne elogiò la personalità e la capacità di rendersi utile.
Si distingueva anche per essere un buon uomo spogliatoio.

## Carriera

### Club

#### Gli inizi
Prodotto del settore giovanile del Real Madrid, nel maggio 2007 Callejón ha fatto il suo debutto professionistico nel Real M. Castilla, ovvero la squadra riserve del Real Madrid. Nella stagione 2006-2007 ha totalizzato 4 presenze in Segunda División, non realizzando alcuna rete. Nella stagione 2007-2008 ha giocato in 37 partite e segnato 21 gol, finendo la stagione come capocannoniere del club in Segunda División B. Ha giocato insieme al fratello gemello Juanmi.

#### Espanyol

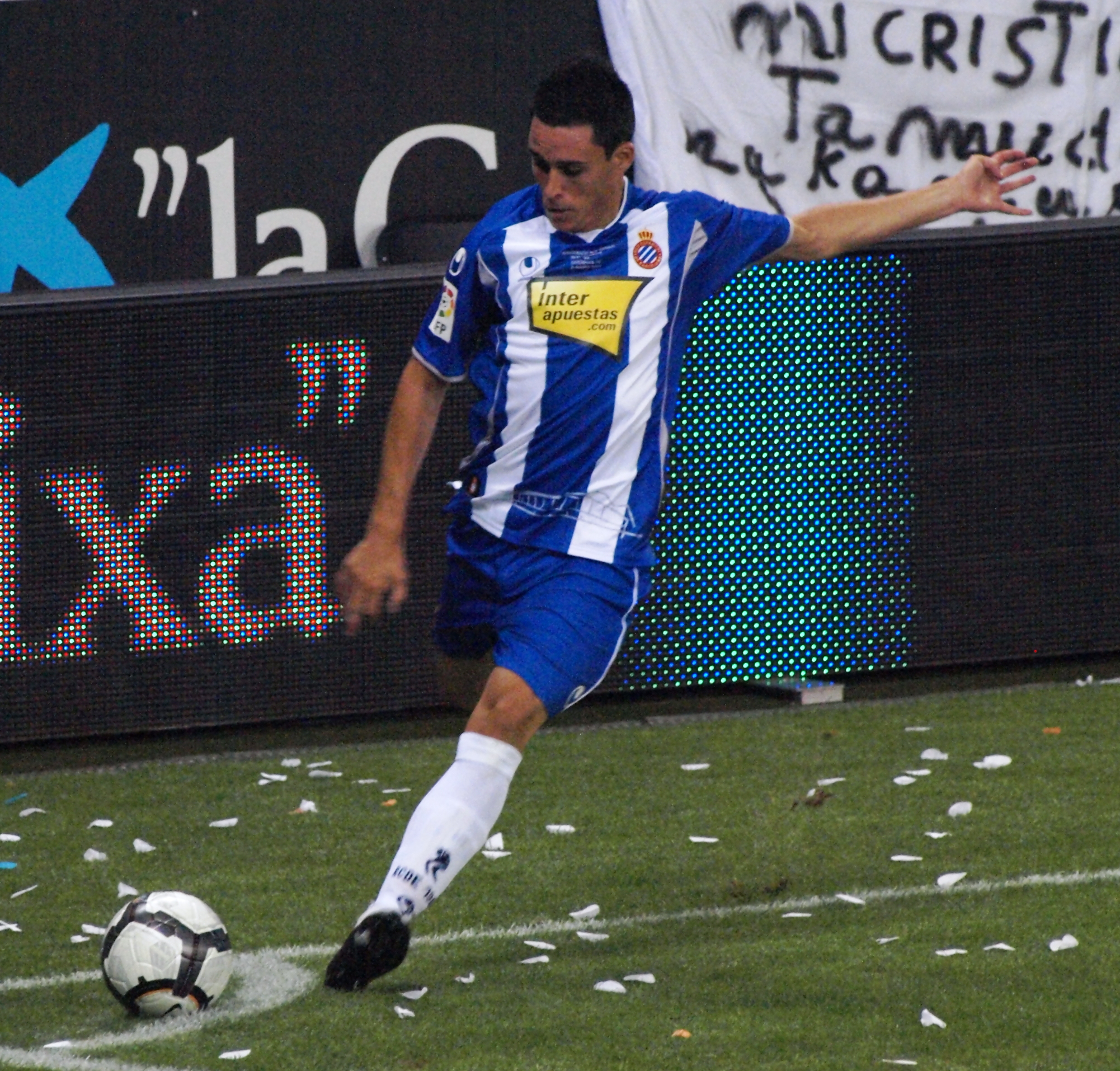
Callejón con la maglia dell'Espanyol nel 2009

Nella sessione estiva di calciomercato nel 2008 è stato ufficializzato il suo trasferimento a titolo definitivo all'Espanyol per 1,2 milioni di euro. Callejón ha firmato un contratto di quattro anni con il club spagnolo.
Ha esordito con la maglia dell'Espanyol il 20 settembre 2008 contro il Getafe in un incontro di Primera División pareggiato 1-1. Ha segnato il primo gol con la nuova squadra al 23º minuto della partita di Copa del Rey 2008-2009 pareggiata 2-2 contro il Celta Vigo del 29 ottobre, realizzando la rete del momentaneo 1-1. Il 29 gennaio 2009, nei quarti di finale di ritorno di Coppa del Rey contro il Barcellona al Camp Nou, dopo essere subentrato a Rufete nel corso del secondo tempo, ha segnato il gol del definitivo 3-2, risultato che non ha permesso all'Espanyol di qualificarsi per le semifinali. Il primo gol in campionato arriva 15 marzo 2009 nel pareggio casalingo per 3-3 contro il Maiorca. Chiude la prima stagione con l'Espanyol con 30 presenze e 4 gol (2 in campionato e 2 in coppa).
Nella seconda stagione con la maglia dell'Espanyol ha giocato 37 partite e ha segnato 2 reti. L'inizio della terza stagione con l'Espanyol comincia positivamente per l'attaccante spagnolo. Il 15 gennaio 2011 sigla la sua prima doppietta nella Liga, contribuendo alla vittoria dei suoi per 2-1 contro il Siviglia. Chiude la stagione con 39 presenze e 6 gol.
Ha terminato la propria esperienza all'Espanyol con all'attivo di 12 reti in 106 presenze totali.

#### Real Madrid
Il 23 maggio 2011 si è ricongiunto al Real Madrid firmando un contratto di cinque anni, in vigore dal 1º luglio, per una cifra annunciata di 5,5 milioni di euro. Il 14 agosto ha fatto il suo esordio da subentrante nella finale di andata di Supercoppa spagnola pareggiata 2-2 contro il Barcellona. Il 2 ottobre, entrato al 77° al posto di Mesut Özil, ha segnato il suo primo gol con la maglia del Real Madrid nella vittoria per 0-4 contro l'Espanyol, sua ex-squadra. In questa occasione ha deciso di non festeggiare il gol realizzato, gesto apprezzato dalla tifoseria catalana che gli ha dedicato una standing ovation. Il 2 novembre ha fatto il suo esordio in UEFA Champions League contro l'Olympique Lione, mentre il 22 novembre ha realizzato i suoi primi gol in questa competizione, una doppietta (la prima con la maglia dei Galacticos), nella vittoria netta per 6-2 ai danni del Dinamo Zagabria. Il 7 dicembre, sempre in Champions, ha realizzato la sua seconda doppietta nella sfida in trasferta contro l'Ajax (0-3). Conclude la sua stagione vincendo la Liga e collezionando in totale 32 presenze e 10 gol (5 in campionato e 5 in Champions).
Il 23 agosto 2012 è sceso in campo nella partita di andata della Supercoppa di Spagna 2012 contro il Barcellona. Il 29 agosto è entrato al 79° della partita di ritorno ed ha contribuito alla vittoria del Real sui Blaugrana. Il 27 settembre ha segnato una doppietta (primi gol stagionali per lui) nella vittoria sull'Alcoyano per 3-0 in Coppa del Re. In UEFA Champions League va a segno solo nella partita contro l'Ajax, il 4 dicembre, segnando una decisiva doppietta. Conclude la sua stagione con 41 presenze e 7 gol (3 in campionato, 2 in coppa e 2 in Champions).
Ha terminato la propria esperienza al Real Madrid con all'attivo di 17 reti in 73 presenze totali.

#### Napoli
L'11 luglio 2013 passa a titolo definitivo al Napoli, insieme a Gonzalo Higuaín, per circa 10 milioni di euro, con cui firma un contratto quadriennale. L'attaccante spagnolo ha scelto di indossare la maglia numero 7, appartenuta in precedenza a Edinson Cavani.

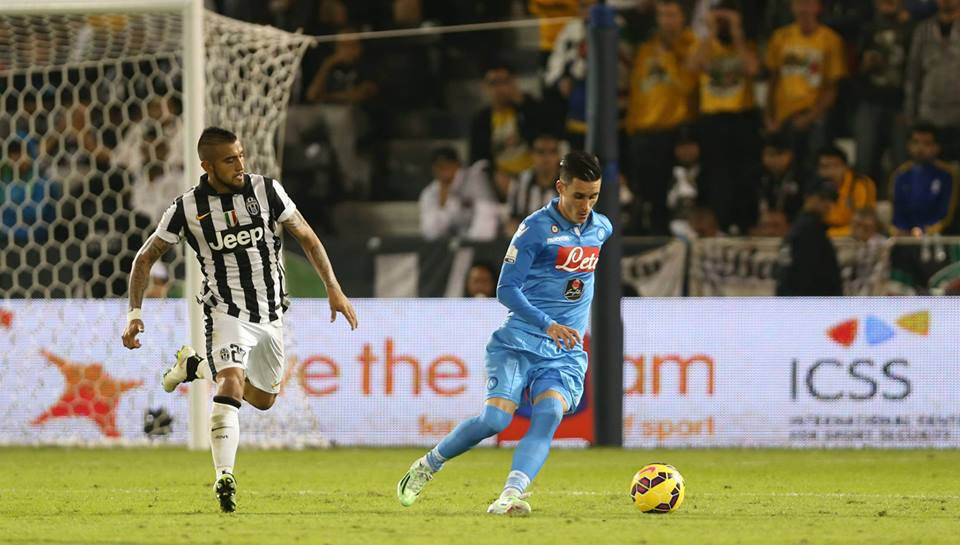
Callejón alle prese con lo juventino Vidal, nel corso della vittoriosa Supercoppa italiana 2014

Il 25 agosto bagna con un gol l'esordio in campionato con la casacca azzurra, aprendo le marcature della vittoria casalinga contro il Bologna (3-0). Il 22 ottobre realizza la sua prima rete europea con la maglia del Napoli, aprendo le marcature della partita di Champions League vinta 1-2 in casa del Olympique Marsiglia. Contribuisce alla vittoria della Coppa Italia da parte del Napoli in particolare segnando reti decisive negli ottavi contro l'Atalanta (doppietta) e in semifinale di ritorno contro la Roma. Chiude il torneo con 3 gol che lo fanno diventare capocannoniere (secondo spagnolo a riuscirci dopo Joaquín Peiró) insieme ad altri sei giocatori. In totale, invece, conclude la sua stagione con 47 presenze e 20 gol (15 in campionato, 3 in coppa e 2 in Champions).
Comincia la sua seconda stagione al Napoli realizzando 7 gol nelle prime 8 giornate di campionato. Il 22 dicembre vince ai calci di rigore la Supercoppa italiana contro Juventus, nonostante sia uno dei giocatori partenopei a fallire il proprio tiro dal dischetto. Nella partita di ritorno dei quarti di finale di UEFA Europa League contro il Wolfsburg, disputata il 23 aprile, realizza il gol del momentaneo 1-0, decisiva nel risultato finale (2-2) e verso la qualificazione del Napoli alla semifinale, poi persa col Dnipro (2-1 tra andata e ritorno). Conclude la sua stagione con 59 presenze e 12 gol (11 in campionato, 1 in Europa League).
Nella terza stagione al Napoli trova i primi gol stagionali il 17 settembre con la doppietta realizzata ai danni del Club Bruges nella prima partita della fase a gironi di Europa League conclusasi 5-0 per gli azzurri. Il 31 gennaio 2016 trova la prima doppietta stagionale in campionato contro l'Empoli (5-1). Chiude la stagione con 47 presenze e 13 gol (7 in campionato, 1 in Coppa Italia e 5 in Europa League).
Il 29 ottobre 2017 segna il gol del secondo vantaggio del Napoli contro il Sassuolo (terminata 3-1): grazie a questo gol Callejon diventa il maggior cannoniere spagnolo della Serie A con 52 gol.
Il 20 ottobre 2018 in occasione della gara contro l'Udinese disputa per la prima volta 90 minuti con la fascia di capitano del Napoli. Il 20 gennaio 2019 torna al gol aprendo le marcature nella partita di campionato vinta in casa ai danni della Lazio per 2-1. Il 28 aprile seguente in occasione della partita vinta in casa del Frosinone raggiunge quota 300 presenze con la maglia azzurra. Alla fine della partita viene contestato dai tifosi, i quali rifiutano la maglia di Callejon. In questa stagione mette a referto anche 10 assist in campionato.
Al termine della stagione 2019-2020, nella quale vince la Coppa Italia con il Napoli, lascia il club partenopeo dopo 7 anni di militanza, in cui ha totalizzato 349 presenze e 82 reti tra campionato e coppe. Arrivato alla naturale scadenza del contratto a Giugno e con il campionato che continuava a causa dell'emergenza Covid-19 prolunga per ulteriori due mesi, concludendo così la stagione, senza ricevere corrispettivo economico, al di fuori di una assicurazione sugli infortuni.

#### Fiorentina
Dopo essersi svincolato dal Napoli, il 5 ottobre 2020 viene ingaggiato dalla Fiorentina, con cui firma un contratto biennale con opzione per il terzo anno e scegliendo di indossare la maglia n° 77. Segna il suo primo gol in maglia gigliata il 28 ottobre, nella sfida di Coppa Italia contro il Padova. Quella ai biancoscudati è la sua unica rete in 22 apparizioni complessive tra Coppa Italia e in Serie A, vivendo nel complesso una stagione al di sotto delle attese.
L'anno successivo, dopo aver cambiato numero di maglia passando dal 77 al 7, trova maggiore spazio come ala nel 4-3-3 di Vincenzo Italiano, trovando la sua prima rete in massima serie con i viola nel successo per 3-1 contro la Sampdoria il 30 novembre 2021.

#### Granada
Il 25 luglio 2022 viene ufficializzato il suo trasferimento al Granada, con cui firma un contratto annuale, facendo così ritorno in Spagna dopo 9 anni. Con 4 gol segnati in 42 partite contribuisce al ritorno del club in massima serie.

#### Marbella e ritiro
Il 23 luglio 2024 firma un contratto annuale con il Marbella, società neopromossa in Primera Federación. Il 19 maggio 2025 annuncia il ritiro dal calcio giocato al termine della stagione.

### Nazionale
Callejón ha fatto il suo debutto per la Spagna under 21 il 25 marzo 2008 contro il Kazakistan in un incontro valido per la qualificazione agli Europei Under-21 2009, subentrando a Bojan Krkić al 46' segnando un gol dopo quindici minuti dal suo ingresso; la partita finì 5-0.
Il 7 novembre 2014 ottiene la prima convocazione in nazionale maggiore, da parte del CT del Bosque e con la quale esordisce il 15 novembre 2014 contro la Bielorussia, in un incontro valido per la qualificazione al campionato d'Europa 2016.

## Statistiche

### Presenze e reti nei club
Statistiche aggiornate al 20 maggio 2025.
| Stagione                | Squadra                 | Campionato              | Campionato | Campionato | Coppe nazionali | Coppe nazionali | Coppe nazionali | Coppe continentali | Coppe continentali | Coppe continentali | Altre coppe | Altre coppe | Altre coppe | Totale | Totale |
| Stagione                | Squadra                 | Comp                    | Pres       | Reti       | Comp            | Pres            | Reti            | Comp               | Pres               | Reti               | Comp        | Pres        | Reti        | Pres   | Reti   |
| ----------------------- | ----------------------- | ----------------------- | ---------- | ---------- | --------------- | --------------- | --------------- | ------------------ | ------------------ | ------------------ | ----------- | ----------- | ----------- | ------ | ------ |
| 2006-2007               | Real M. Castilla        | SD                      | 4          | 0          | -               | -               | -               | -                  | -                  | -                  | -           | -           | -           | 4      | 0      |
| 2007-2008               | Real M. Castilla        | SDB                     | 37         | 21         | -               | -               | -               | -                  | -                  | -                  | -           | -           | -           | 37     | 21     |
| Totale Real M. Castilla | Totale Real M. Castilla | Totale Real M. Castilla | 41         | 21         |                 | -               | -               |                    | -                  | -                  |             | -           | -           | 41     | 21     |
| 2008-2009               | Espanyol                | PD                      | 24         | 2          | CR              | 6               | 2               | -                  | -                  | -                  | -           | -           | -           | 30     | 4      |
| 2009-2010               | Espanyol                | PD                      | 36         | 2          | CR              | 1               | 0               | -                  | -                  | -                  | -           | -           | -           | 37     | 2      |
| 2010-2011               | Espanyol                | PD                      | 37         | 6          | CR              | 2               | 0               | -                  | -                  | -                  | -           | -           | -           | 39     | 6      |
| Totale Espanyol         | Totale Espanyol         | Totale Espanyol         | 97         | 10         |                 | 9               | 2               |                    | -                  | -                  |             | -           | -           | 106    | 12     |
| 2011-2012               | Real Madrid             | PD                      | 25         | 5          | CR              | 5               | 3               | UCL                | 5                  | 5                  | SS          | 1           | 0           | 36     | 13     |
| 2012-2013               | Real Madrid             | PD                      | 30         | 3          | CR              | 5               | 2               | UCL                | 4                  | 2                  | SS          | 2           | 0           | 41     | 7      |
| Totale Real Madrid      | Totale Real Madrid      | Totale Real Madrid      | 55         | 8          |                 | 10              | 5               |                    | 9                  | 7                  |             | 3           | 0           | 77     | 20     |
| 2013-2014               | Napoli                  | A                       | 37         | 15         | CI              | 5               | 3               | UCL+UEL            | 6+4                | 2+0                | -           | -           | -           | 52     | 20     |
| 2014-2015               | Napoli                  | A                       | 38         | 11         | CI              | 4               | 0               | UCL+UEL            | 2+14               | 0+1                | SI          | 1           | 0           | 59     | 12     |
| 2015-2016               | Napoli                  | A                       | 38         | 7          | CI              | 2               | 1               | UEL                | 7                  | 5                  | -           | -           | -           | 47     | 13     |
| 2016-2017               | Napoli                  | A                       | 37         | 14         | CI              | 4               | 2               | UCL                | 8                  | 1                  | -           | -           | -           | 49     | 17     |
| 2017-2018               | Napoli                  | A                       | 38         | 10         | CI              | 2               | 0               | UCL+UEL            | 8+2                | 2+0                | -           | -           | -           | 50     | 12     |
| 2018-2019               | Napoli                  | A                       | 34         | 3          | CI              | 2               | 0               | UCL+UEL            | 6+5                | 0+1                | -           | -           | -           | 47     | 4      |
| 2019-2020               | Napoli                  | A                       | 33         | 4          | CI              | 5               | 0               | UCL                | 7                  | 0                  | -           | -           | -           | 45     | 4      |
| Totale Napoli           | Totale Napoli           | Totale Napoli           | 255        | 64         |                 | 24              | 6               |                    | 69                 | 12                 |             | 1           | 0           | 349    | 82     |
| 2020-2021               | Fiorentina              | A                       | 20         | 0          | CI              | 2               | 1               | -                  | -                  | -                  | -           | -           | -           | 22     | 1      |
| 2021-2022               | Fiorentina              | A                       | 30         | 1          | CI              | 2               | 0               | -                  | -                  | -                  | -           | -           | -           | 32     | 1      |
| Totale Fiorentina       | Totale Fiorentina       | Totale Fiorentina       | 50         | 1          |                 | 4               | 1               |                    | -                  | -                  |             | -           | -           | 54     | 2      |
| 2022-2023               | Granada                 | SD                      | 42         | 4          | CR              | 2               | 0               | -                  | -                  | -                  | -           | -           | -           | 44     | 4      |
| 2023-2024               | Granada                 | PD                      | 25         | 0          | CR              | 1               | 1               | -                  | -                  | -                  | -           | -           | -           | 26     | 1      |
| Totale Granada          | Totale Granada          | Totale Granada          | 67         | 4          |                 | 3               | 1               |                    | -                  | -                  |             | -           | -           | 70     | 5      |
| 2024-2025               | Marbella FC             | PF                      | 37         | 10         | CR              | 3               | 0               | -                  | -                  | -                  | -           | -           | -           | 40     | 10     |
| Totale carriera         | Totale carriera         | Totale carriera         | 632        | 118        |                 | 53              | 15              |                    | 78                 | 19                 |             | 4           | 0           | 767    | 152    |

### Cronologia presenze e reti in nazionale
| Cronologia completa delle presenze e delle reti in nazionale ― Spagna | Cronologia completa delle presenze e delle reti in nazionale ― Spagna | Cronologia completa delle presenze e delle reti in nazionale ― Spagna | Cronologia completa delle presenze e delle reti in nazionale ― Spagna | Cronologia completa delle presenze e delle reti in nazionale ― Spagna | Cronologia completa delle presenze e delle reti in nazionale ― Spagna | Cronologia completa delle presenze e delle reti in nazionale ― Spagna | Cronologia completa delle presenze e delle reti in nazionale ― Spagna |
| Data                                                                  | Città                                                                 | In casa                                                               | Risultato                                                             | Ospiti                                                                | Competizione                                                          | Reti                                                                  | Note                                                                  |
| --------------------------------------------------------------------- | --------------------------------------------------------------------- | --------------------------------------------------------------------- | --------------------------------------------------------------------- | --------------------------------------------------------------------- | --------------------------------------------------------------------- | --------------------------------------------------------------------- | --------------------------------------------------------------------- |
| 15-11-2014                                                            | Huelva                                                                | Spagna                                                                | 3 – 0                                                                 | Bielorussia                                                           | Qual. Euro 2016                                                       | -                                                                     | 69’                                                                   |
| 18-11-2014                                                            | Vigo                                                                  | Spagna                                                                | 0 – 1                                                                 | Germania                                                              | Amichevole                                                            | -                                                                     | 70’                                                                   |
| 12-11-2016                                                            | Granada                                                               | Spagna                                                                | 4 – 0                                                                 | Macedonia                                                             | Qual. Mondiali 2018                                                   | -                                                                     | 87’                                                                   |
| 9-10-2017                                                             | Gerusalemme                                                           | Israele                                                               | 0 – 1                                                                 | Spagna                                                                | Qual. Mondiali 2018                                                   | -                                                                     | 76’                                                                   |
| 14-11-2017                                                            | San Pietroburgo                                                       | Russia                                                                | 3 – 3                                                                 | Spagna                                                                | Amichevole                                                            | -                                                                     | 46’                                                                   |
| Totale                                                                |                                                                       | Presenze                                                              | 5                                                                     |                                                                       | Reti                                                                  | 0                                                                     |                                                                       |

## Palmarès

### Club
- Campionato spagnolo: 1

Real Madrid: 2011-2012
- Supercoppa di Spagna: 1

Real Madrid: 2012
- Coppa Italia: 2

Napoli: 2013-2014, 2019-2020
- Supercoppa italiana: 1

Napoli: 2014
- Segunda División: 1

Granada: 2022-2023

### Individuale
- Capocannoniere della Segunda División B: 1

2007-2008 (21 gol)
- Capocannoniere della Coppa Italia: 1

2013-2014 (3 gol)